# Antoni Stanisław Kleczkowski
Antoni Stanisław Kleczkowski (ur. 5 maja 1922 w Poznaniu, zm. 19 stycznia 2006 w Krakowie) – profesor specjalizujący się w hydrogeologii, geologii i ochronie środowiska, rektor AGH w latach 1981-1987.

## Życiorys
Był synem Adama Mariana Kleczkowskiego profesora Uniwersytetu Jagiellońskiego. Studiował na Akademii Górniczo-Hutniczej i na Uniwersytecie Jagiellońskim. W czasie studiów wziął udział w antykomunistycznych protestach studenckich w maju 1946.
W 1950 uzyskał dyplom mgr inż. geologa na AGH, od 1951 pracował jako starszy asystent, a następnie adiunkt w Zakładzie Geologii Ogólnej na Wydziale Geologiczno-Poszukiwawczym. W 1958 obronił doktorat, w 1963 uzyskał habilitację, od 1965 był kierownikiem Zakładu Hydrogeologii Kopalnianej w Katedrze Geologii Kopalnianej AGH, a w 1967 objął kierownictwo nowo utworzonej Katedry Hydrogeologii. W latach 1969–1981 pełnił obowiązki zastępcy dyrektora i dyrektora Instytutu Hydrogeologii i Geologii Inżynierskiej. W 1981 roku został powołany na stanowisko rektora Akademii Górniczo-Hutniczej. Doktor honoris causa „swojej” Alma Matris.
Od 1979 roku członek korespondent, a od 1989 członek rzeczywisty PAN.
Autor ok. 300 prac, w tym ok. 48 w językach obcych, członek Polskiego Towarzystwa Geologicznego
Od 1992 r. na emeryturze. Odznaczony Złotym Krzyżem Zasługi oraz Krzyżem Kawalerskim Orderu Odrodzenia Polski.  W 1993 r. „za wybitne zasługi w pracy naukowej i dydaktycznej” został odznaczony Krzyżem Komandorskim Orderu Odrodzenia Polski. Pochowany w alei zasłużonych krakowskiego cmentarza Rakowickiego (kwatera LXIX pas B-1-2).